# Florencio Sánchez (miasto)
Florencio Sánchez – miasto w Urugwaju, w departamencie Colonia.